# Цикл Данджі

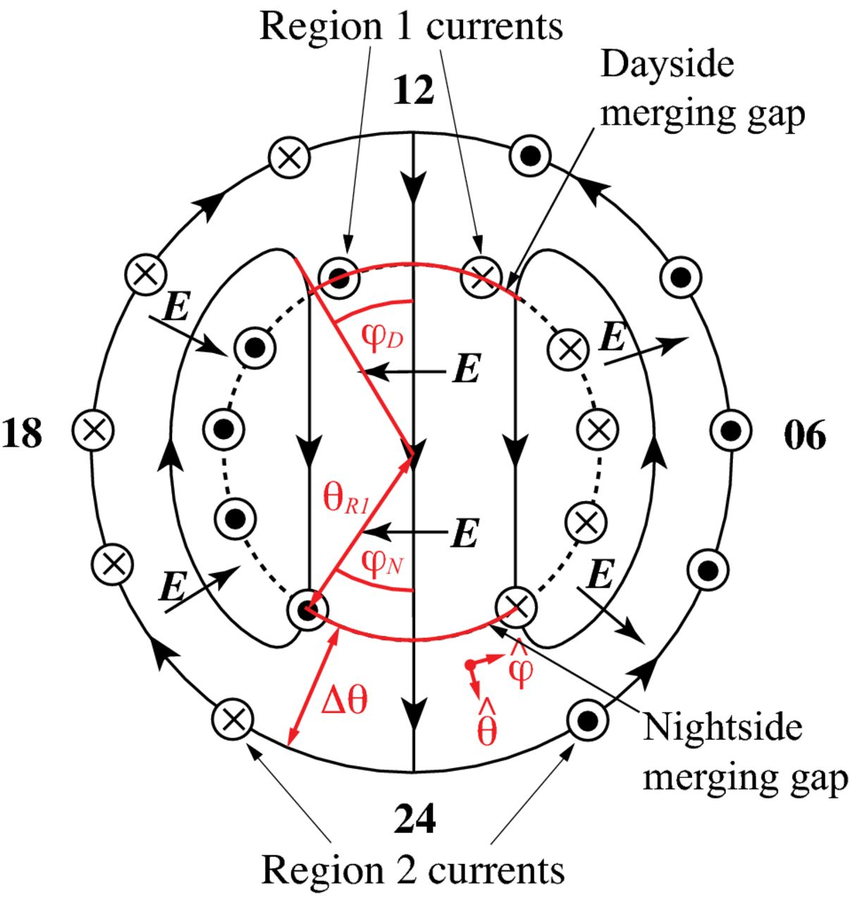
Схема циклічного потоку Данджі, відображеного в іоносфері

Цикл Данджі — явище, яке пояснює взаємодію між магнітосферою планети та сонячним вітром. Вперше цикл запропонований Джеймсом Данджі у 1961 році.
Данджі спочатку описав циклічну поведінку магнітного перез'єднання між магнітосферою Землі та потоком сонячного вітру. Це перез'єднання пояснило раніше спостережувану динаміку в магнітосфері Землі. Швидкість перез'єднання на початку циклу залежить від орієнтації міжпланетного магнітного поля, а також від властивостей плазми у місці перез'єднання. На Землі цикл перез'єднання триває близько 1 години, але на інших планетах часові масштаби можуть сильно відрізнятись.

## Циклічна поведінка
Цикл Данджі відбувається у три етапи:
1. На першому етапі сонячний потік і магнітопауза з'єднуються, створюючи отвір у магнітопаузі, через який сонячний вітер може потрапити в магнітосферу[4]. Цей отвір називають денним перез'єднанням. ВІн відкривається на боці магнітосфери, зверненому до джерела сонячного вітру.
2. На другому етапі потік рухається в напрямку сонячного вітру через магнітосферу.
3. На третьому етапі у хвості магнітосфери перез'єднання закриває отвір, дозволяючи розпочати новий цикл. Це перез'єднання називають нічним перез'єднанням.

Модель Данджі спочатку пропонувала, що цикл знаходиться в стаціонарному стані, і що перез'єднання протягом першої та третьої стадій однакові. Однак, пізніші дослідження виявили, що швидкість перез'єднання є змінною та залежить від умов як на денному боці магнітосфери та в магнітному хвості.

## Вплив орієнтації міжпланетного магнітного поля
Швидкість перез'єднання на магнітопаузі сильно залежить від орієнтації міжпланетного магнітного поля. Перез'єднання на магнітопаузі відбувається з вищою швидкістю, коли магнітне поле має сильнішу південну компоненту. Це дозволяє сонячному вітру з довільно малими кутами зсуву перез'єднуватись у магнітопаузі. За звичайних умов різниця в напруженості поля між магнітопаузою та навколишніми полями дозволяє перез'єднання лише для сонячного вітру з великими кутами зсуву. Сильна південна компонента зменшує цю різницю в напруженості поля між магнітопаузою та навколишніми полями.